# Andrew L. Harris

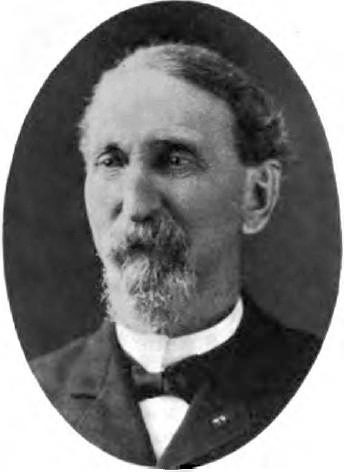
Andrew L. Harris

Andrew Lintner Harris, född 17 november 1835 i Butler County, Ohio, död 13 september 1915 i Eaton, Ohio, var en amerikansk republikansk politiker och general. Han var den 44:e guvernören i delstaten Ohio 1906-1909.
Harris utexaminerades 1860 från Miami University i Oxford, Ohio. Han deltog i amerikanska inbördeskriget som överste i nordstaternas armé. Han befordrades senare till brigadgeneral.
Harris var tidigt aktiv inom nykterhetsrörelsen. Han var viceguvernör i Ohio 1892-1896 och 1906. Guvernör John M. Pattison avled 1906 i ämbetet och efterträddes av Harris. Han förlorade guvernörsvalet 1908 mot demokraten Judson Harmon.
Harris grav finns på Mound Hill Cemetery i Eaton.